# Tavşanlı (district)
Tavşanlı is een Turks district in de provincie Kütahya en telt 99.433 inwoners (2007). Het district heeft een oppervlakte van 1.917,65 km².
De bevolkingsontwikkeling van het district is weergegeven in onderstaande tabel.
| 1997    | 2000   | 2007   |
| ------- | ------ | ------ |
| 100.604 | 99.775 | 99.433 |